# Schleiden (Aldenhoven)
Schleiden is een plaats in de Duitse gemeente Aldenhoven, deelstaat Noordrijn-Westfalen, en telt 879 inwoners (2007).
Dit Schleiden ligt ten noordwesten van Aken nabij afrit 5 van de A 44 richting Jülich. Het dorp ligt dicht bij de bruinkoolgroeve Dagbouw Inden.
Het moet niet worden verward met Schleiden (Euskirchen) dat, hemelsbreed ruim 50 kilometer verder zuidelijk, ten oosten van Monschau en Hellenthal in de Eifel ligt.

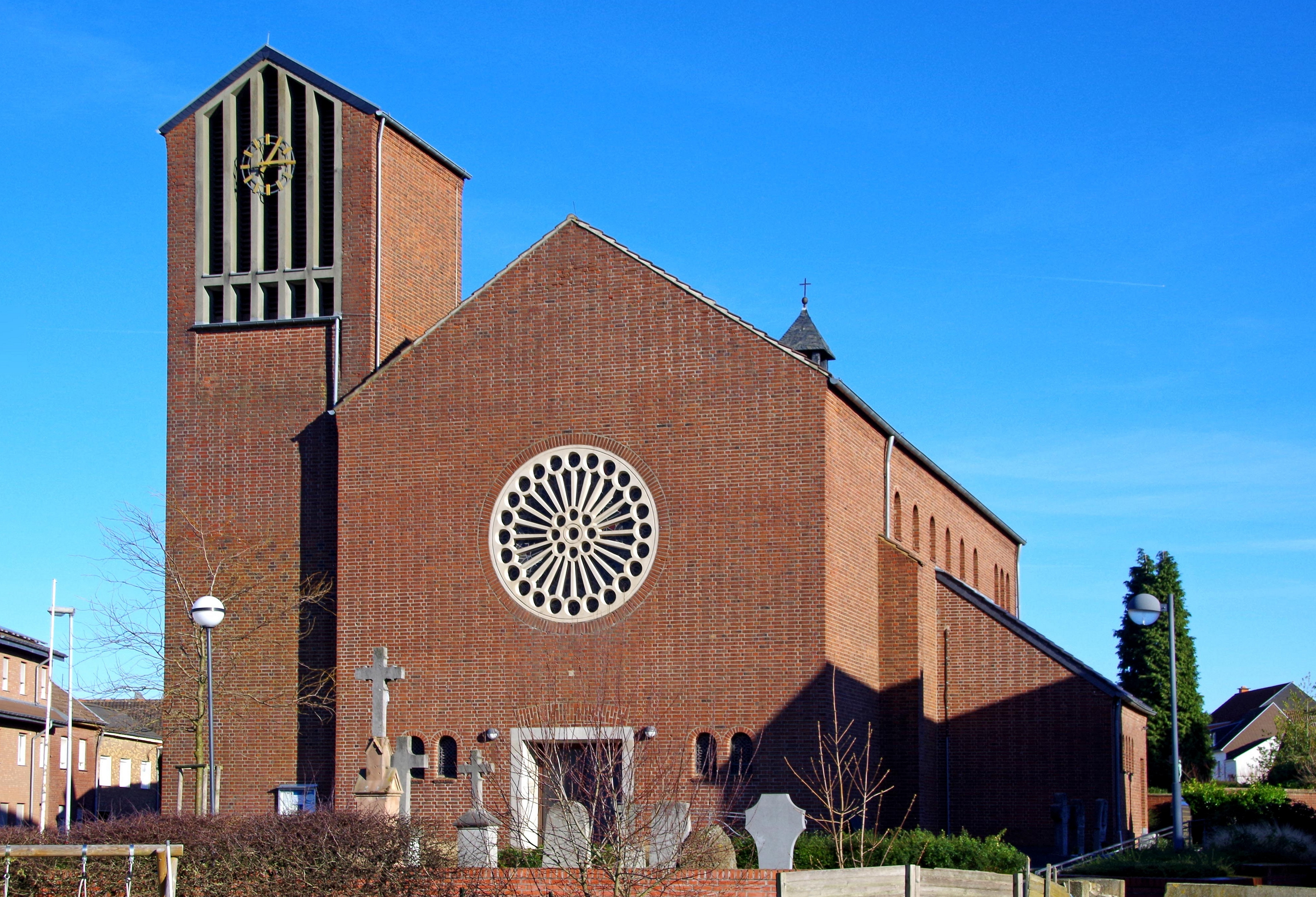
St. Nikolauskerk